# Godvár Katalin
Godvár Katalin (Pécs, 1988. június 20. –) válogatott labdarúgó, csatár. Jelenleg az Astra HFC labdarúgója.

## Pályafutása

### Klubcsapatban
A Pécsi MFC csapatában kezdte a labdarúgást. 2010 februárjában, idény közben igazolt az MTK csapatához. 2012 nyarán az Astra HFC együtteséhez szerződött.

### A válogatottban
2007 és 2010 között hét alkalommal szerepelt a válogatottban és három gólt szerzett.

## Sikerei, díjai
- Magyar bajnokság
  - bajnok: 2009–10, 2010–11, 2011–12
  - 2.: 2012–13
- Magyar kupa
  - döntős: 2011, 2013

## Statisztika

### Mérkőzései a válogatottban
| Magyarország | Magyarország        | Magyarország  | Magyarország  | Magyarország | Magyarország | Magyarország | Magyarország | Magyarország |
| #            | Dátum               | Helyszín      | Hazai         | Eredmény     | Vendég       | Kiírás       | Gólok        | Esemény      |
| ------------ | ------------------- | ------------- | ------------- | ------------ | ------------ | ------------ | ------------ | ------------ |
| 1.           | 2007. október 21.   | Bük           | Magyarország  | 2 – 2        | Szlovénia    | barátságos   | 1            | 46' 72'      |
| 2.           | 2007. október 27.   | Bük           | Magyarország  | 1 – 3        | Olaszország  | Eb-selejtező | -            | 65'          |
| 3.           | 2009. június 3.     | Ptuj          | Szlovénia     | 2 – 5        | Magyarország | barátságos   | 1            | 46'          |
|              | 2009. június 30.    | Belgrád (SRB) | Franciaország | 3 – 0        | Magyarország | Universiade  | -            | 58'          |
|              | 2009. július 2.     | Belgrád (SRB) | Magyarország  | 2 – 3        | Írország     | Universiade  | -            | 75'          |
|              | 2009. július 4.     | Belgrád (SRB) | Magyarország  | 1 – 1        | Japán        | Universiade  | -            | 39'          |
| 4.           | 2009. szeptember 2. | Hajdújárás    | Szerbia       | 1 – 8        | Magyarország | barátságos   | 1            | 65' 90'      |
| 5.           | 2009. szeptember 5. | Sopron        | Magyarország  | 3 – 5        | Ausztria     | barátságos   | -            | 63'          |
| 6.           | 2010. március 9.    | Telki         | Magyarország  | 1 – 1        | Szlovákia    | barátságos   | -            | 58'          |
| 7.           | 2010. március 11.   | Szenc         | Szlovákia     | 1 – 1        | Magyarország | barátságos   | -            | 75'          |
|              | Összesen            |               |               | 7            | mérkőzés     |              | 3            | gól          |